# Bob DiPiero

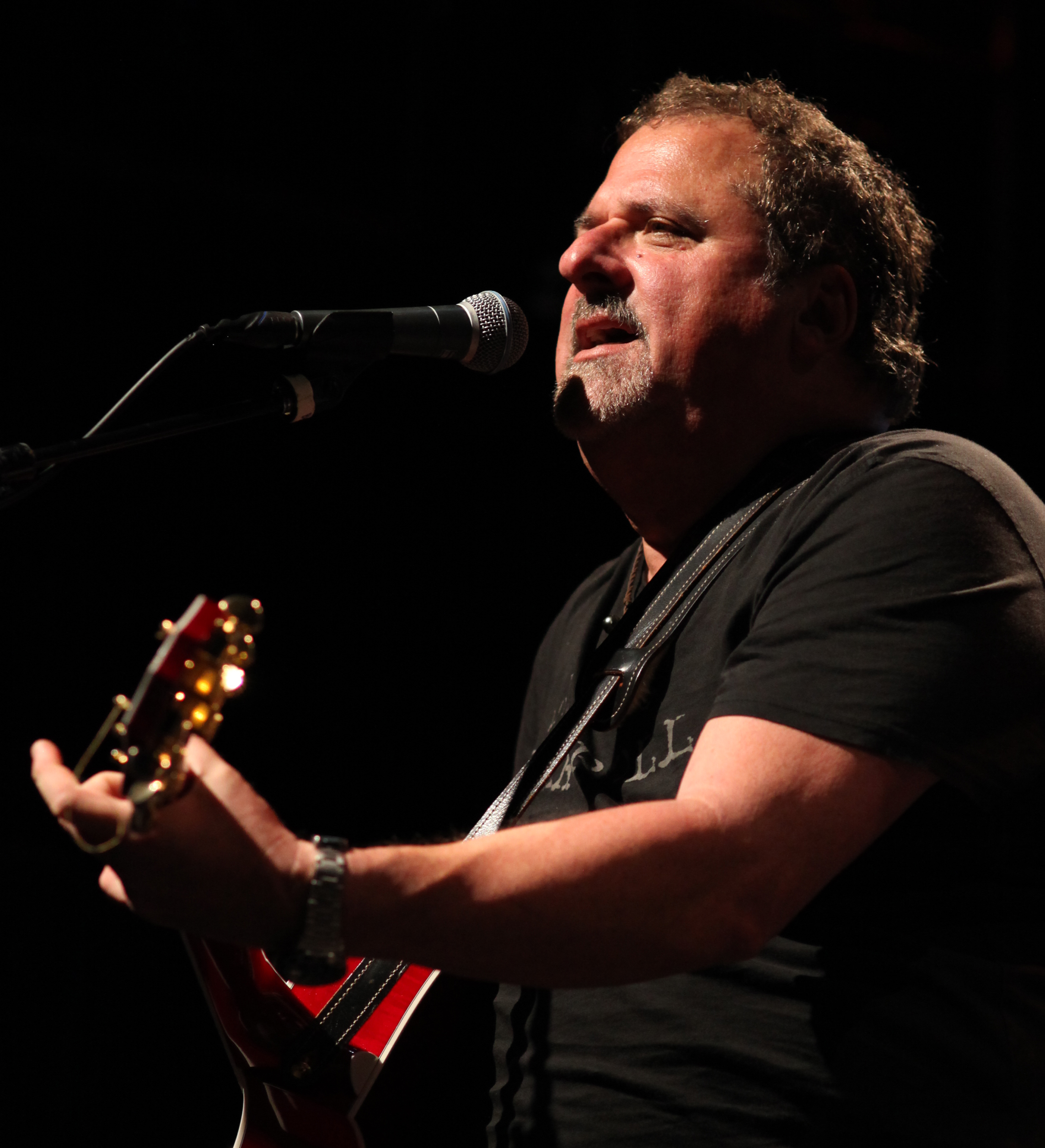
Imagem de Bob DiPiero.

Bob DiPiero (Youngstown, 3 de março de 1951) é um compositor norte-americano de música country. Como reconhecimento, foi nomeado ao Oscar 2011 na categoria de Melhor Canção Original por "Coming Home" do filme Country Strong.